# ZW II 96
ZW II 96 (o II Zw 96) è una coppia di galassie interagenti in via di fusione.
Queste galassie possiedono una forma inusuale; sono presenti numerose regioni di imponente formazione stellare disposte lungo strutture filamentose che collegano i principali nuclei galattici. La coppia di galassie potrebbe essere definita con una galassia ultraluminosa all'infrarosso, ma non ha ancora raggiunto lo stadio finale di coalescenza che è la norma nei sistemi ultraluminosi.
ZW II 96 si situa in direzione della costellazione del Delfino a circa 500 milioni di anni luce dalla Terra.
L'immagine di ZW II 96 è stata ripresa dal Telescopio spaziale Hubble e fa parte di una raccolta di 59 immagini di galassie interagenti che è stata pubblicata il 24 aprile 2008 in occasione del 18º anniversario del lancio di Hubble.